# スズメガ科
スズメガ科（スズメガか、雀蛾、Sphingidae）とは、節足動物門・昆虫綱・鱗翅目（チョウ目）内の分類単位のひとつ。成虫の形態からは想像しにくいが、カイコガ科およびヤママユガ科に近縁と考えられている。
スズメガ科に属する蛾は世界中に1,200種ほどが知られている。成虫・幼虫共に比較的大型になる。成虫の4枚の翅は体に対して小さく、三角形になっていて、高速で飛行する。幼虫は「尾角」と呼ばれる突起を持っている。

## 生活環と特徴

### 卵
卵は2 - 3 mm程度のやや扁平な球状の小さなもので、淡い緑色のものが多い。通常産卵数は数百個だが、卵塊を形成せずに、飛翔しつつ1粒ずつばらばらに食草に産み付けられる。多くの場合卵は数週間で孵化する。

### 幼虫

#### 形態
幼虫は典型的なイモムシ型で、様々な種類の植物の葉を食べる。元来イモムシ（芋虫）という単語は、サトイモやサツマイモの葉に多く付くスズメガの幼虫を指した語である。現在でも農作物や街路樹などに普通に見られ、我々にとってごく身近な存在となっている。毒針毛などは無く、触っても無害である。
体型は非常に特徴的で、多くが腹部の末端に「尾角」と呼ばれる顕著な尾状突起を有している。そのため英語圏ではスズメガの幼虫を horned worm （角の生えた芋虫）と称す。尾角の形状・色は種類によって異なるが、その用途は良く分かっていない。
体色は多様で、食草に良く似た緑色をしたものや褐色のもの、黒色のものなどが存在する。また、同じ種の幼虫でも同じ体色を有すとは限らず、個体差が顕著に現れることも多い。例えばホシヒメホウジャク Neogurelca himachala sangaica やエビガラスズメ Agrius convolvuli、モモスズメ Marumba gaschkewitschii echephron などは、個体により顕著な体色の相違が現れる。また、ビロードスズメ Rhagastis mongoliana などの幼虫は眼紋を腹部に持つ。
スズメガの幼虫には発音するものもいて、メンガタスズメ Acherontia styx medusa やブドウスズメ Acosmeryx castanea、モモスズメ Marumba gaschkewitschii echephron の幼虫は刺激すると顎をすり合わせて音を出す。
一般に若齢幼虫は体が小さく、色も目立たないので発見されにくいが、終齢幼虫に近づくと体長・体重が著しい増加を見せ、あたかも忽然とそこへ現れたような印象を与えることがある。北米に広く分布するタバコスズメ Manduca sexta を例にとると、一齢幼虫と終齢幼虫の体長差は約11倍で、四齢幼虫から五齢（終齢）幼虫になるまでに体長が2倍近く増加するという観察結果がある。また体重も一齢幼虫の時と終齢幼虫の時では数千倍の違いがあることが知られている。種によっては、幼虫時代に消費する食草の9割を終齢幼虫の時期に消費する。

#### 食性
食草は実に多様であるが、種によって食べる植物は決まっている。主な食草としては、ブドウスズメやコスズメ Theretra japonica、クルマスズメ Ampelophaga rubiginosa rubiginosa の好むブドウ科の蔓植物、クロスズメ Sphinx caliginea caliginea の食べるマツ科の針葉樹、モモスズメが多く見られるバラ科の植物、エビガラスズメ Agrius convolvuli の好むヒルガオ科の植物などが挙げられるが、これらはほんの一部に過ぎず、様々な植物に彼らの姿を見る事が出来る。中にはメンガタスズメの仲間のようにナスやジャガイモ、チョウセンアサガオ、タバコ、トマトなど、ナス科のアルカロイド性の毒を多く含む植物を食べて成長するものもいる。米国ではタバコスズメとトマトスズメガが、同じくナス科の毒性の強い植物を好んで食べる事が知られており、これらのスズメガの幼虫は、アルカロイドを分離し体外に分泌する特殊な構造を持っている事が明らかになっている。また、クチナシに付くオオスカシバ Cenophodes hylas hylas やヘクソカズラを食べるホシホウジャク Macroglossum pyrrhosticta などもいる。
スズメガは幼虫時代には大量の葉を消費するので、しばしば害虫として駆除される事も多い。葉を一番多く消費する終齢幼虫になる頃には巨大になるので、比較的駆除は容易である。

### 蛹
多くの場合、スズメガの幼虫は成熟すると食草から地上へと降下し、そのまま穴を掘って地中に蛹室をつくるか、地表の落ち葉などを糸で綴った荒い繭をつくってその中で蛹となる。しかし、ホシホウジャクのように、植物上で食草の葉を紡いで蛹を作るものも知られており、一概に地中・地表で蛹になるとは言えない。蛹は幼虫同様比較的大きく、また幼虫時代の特徴である尾状突起を残しているので判別は容易である。エビガラスズメのように長い口吻を持つ種では、蛹からも長大な口吻の折り返された突起が突出している。
多くの場合スズメガは蛹の状態で越冬する。例外的にクズやニセアカシアを食べるトビイロスズメは、成熟した幼虫が地中に潜って前蛹の状態で幼虫の姿のまま越冬し、初夏になってようやく蛹となる。
蛹の期間は種によって違いがある。大抵の場合4 - 5ヶ月ほどだが、数週間で羽化するものも多い。
なお、かつて日本ではこの蛹を子供が手に取り、つつくと動くのをおもしろがったようである。体をくねらせるのは西を示そうとしているのだとの伝承があり、そこからこの蛹のことを「にしゃどっち」（西はどっちの意）あるいは「にしむけ」と言う。

### 成虫

#### 特徴
地中で羽化した成虫は地上に出て活発に活動し始める。成虫は主として夜行性だが、オオスカシバやホウジャク類のように日中飛行するものもいる。スズメガの成虫は鋭角を持つ比較的ほっそりとした三角形の翅をもち、これをすばやく羽ばたかせて、種類によっては時速50 km以上の高速で移動する。その飛行速度は数多い飛翔昆虫の中でも速い部類に入る。また翅を素早く羽ばたかせる事で空中に静止（ホバリング）することもでき、その状態で樹液や花の蜜を吸引している姿が頻繁に観察できる。
あまりに高速で移動する為、ハチや海外ではハチドリと誤認される事も多く、ブラジルではスズメガの事をmariposa beija-flor（ハチドリの蝶）と呼んでいる。また、オオスカシバのように透明な翅を持ち、スズメバチに擬態しているものも知られている。
多くの場合成虫は春から秋にかけて出現する。ベニスズメやオオスカシバなどは年二回発生する事が観察されている。一部の幼虫と同じく成虫も発音するものが多く知られ、日本最大のオオシモフリスズメ Langia zenzeroides やメンガタスズメは捕らえると腹部から発音する。

#### 食性
成虫は口吻が発達していて、様々な植物の花の蜜を吸引するが、樹液に集まるものも多い。成虫の口吻の長さは種類によって様々で、それぞれ好みの花の蜜腺に届くような長さをしている。たとえばウチスズメは2 cmほどしかないが、エビガラスズメは11 cmも伸びる口吻をもつ。マダガスカルや南アメリカには25 cmほども伸びる口吻をもつものがいる。メンガタスズメは口吻がそれほど長くなく、ミツバチの巣の中に進入して貯蔵された蜂蜜を強奪することが知られている。さらに、ウチスズメ亜科のスズメガにはモモスズメなど、口吻自体が退化して摂食せず、幼虫時代に蓄積された養分だけで活動するものも少なくない。

#### スズメガ媒花
スズメガの成虫は活動性が高く、多量の花蜜を消費し、距離の離れた多数の花を訪花するため、様々な植物がスズメガ媒花として受粉を行うように特殊化した花を進化させている。特徴としては比較的大型の花が夜だけ、あるいは昼夜を通して咲き、しばしば芳香を放つ。花の色は白や黄色が多くて闇夜に浮き上がって見え、長い口吻を花の奥に引き込んで効果的に頭部に花粉をつけられるように、長い花筒や距が発達している。
代表的なものとして、マツヨイグサ類、カラスウリ、ハマユウ、サギソウ、オシロイバナなどがある。

## 利用
その広範な食草の種類と、旺盛な食欲から一般にスズメガは害虫として認知されているが、それと共に非常に利用価値の高い昆虫としても注目されている。
欧米ではその大きさと繁殖力の強さから、タバコスズメやトマトスズメの幼虫が実験用として大量に飼育されている。日本でも人工飼料を用いたエビガラスズメの養殖が行われており、遺伝などの実験に利用されている。
また、エビガラスズメの幼虫は非常に栄養価に富み、昆虫食の対象として注目される他、実際に家畜の飼料としても利用されている。海外には伝統的にスズメガをはじめとする鱗翅目の幼虫を重要な蛋白源とする地域が多く存在する。例えば、中国では、トビイロスズメを「大豆蛾」と呼び、江蘇省などで食用に養殖され、販売されている。そのまま炒めたり、焼いたりしても食べられるが、中国では生で筋肉をすりつぶし、肉団子も作られる。トビイロスズメの場合、栄養素としては約65%がタンパク質で、バリン、メチオニン、フェニルアラニン、チロシンなどのアミノ酸を多く含む。また、約25%が脂肪分で、リノレン酸を多く含む。
成虫はミツバチと同じく花から花へと飛び回るので、植物の受粉に大きく貢献している。

## 分類
- ウチスズメ亜科 Smerinthinae
- スズメガ亜科 Sphinginae
- ホウジャク亜科 Macroglossinae

その他多くの亜科が知られている。

## 日本産のおもなスズメガ

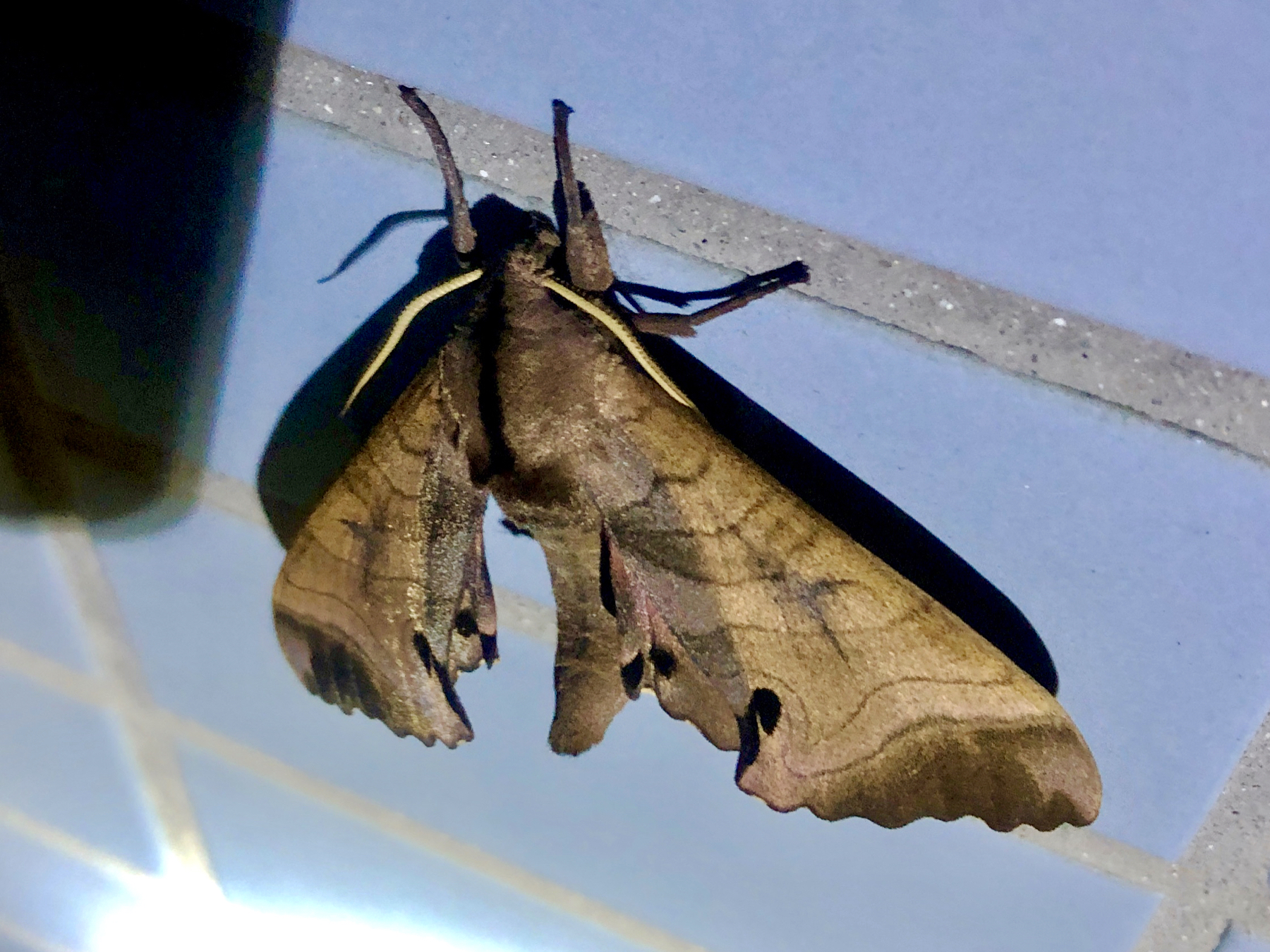
モモスズメ

### ウチスズメ亜科
モモスズメ Marumba gaschkewitschii echephron Boisduval
翅開長：70 - 90 mm
分布：北海道から九州､対馬､屋久島
成虫は5 - 8月に発生し、全体に赤みがかった褐色を帯びる。後翅は紅色である。幼虫は主にバラ科の果樹に付く。
オオシモフリスズメ Langia zenzeroides nawai Rothchild & Jordan
翅開長：140 - 160 mm
分布：長野県以南
日本最大のスズメガ。成虫の出現期間は早く、3月下旬から4月である。発生時期が短い為、発見は容易ではない。成虫は全体に灰色を帯びており、夜間活動する。幼虫はサクラ、ウメ、モモなどバラ科の果樹に付く。

### スズメガ亜科

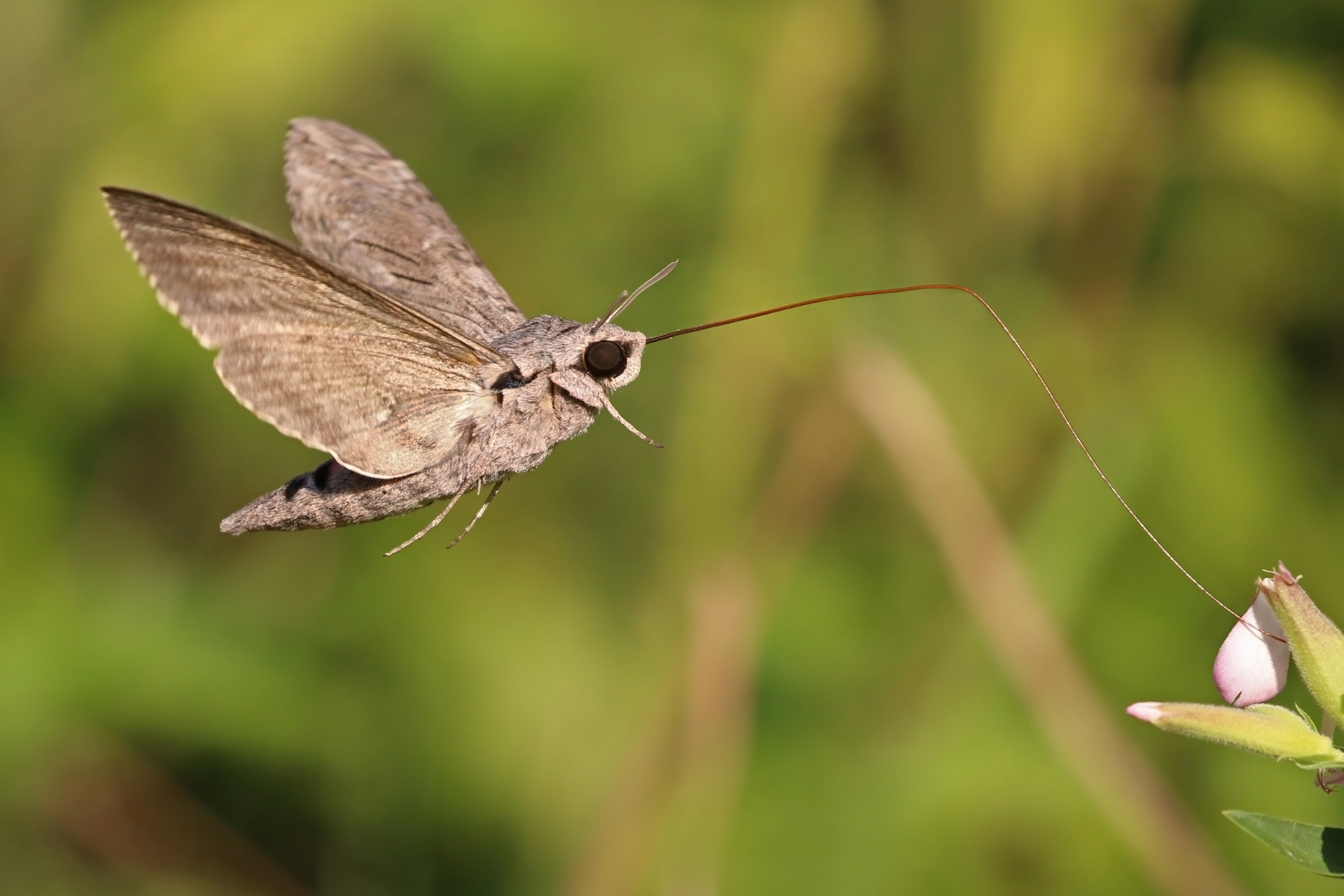
エビガラスズメ

エビガラスズメ Agrius convolvuli Linnaeus
翅開長：80 - 105 mm
分布：日本全土
全身は灰色乃至褐色で、胴体に紅色の縞を持つ。口吻が長い。成虫は5 - 11月に出現。幼虫はヒルガオ科の植物を食草とする。幼虫、成虫共に色彩の変化が著しい。
メンガタスズメ Acherontia styx medusa Moore
翅開長：85 - 110 mm
分布：本州（主に西日本）以南
前翅は褐色だが、後翅は黄色を帯びている。腹部に人面のような模様を持っている為判別しやすい。近似種にクロメンガタスズメがいる。成虫は4 - 11月に出現。幼虫はナス科の植物を好んで食べる。
クロスズメ Sphinx caliginea caliginea Butler
翅開長：60 - 80 mm
分布：北海道から九州まで
全体的に黒味を帯びているが、前翅の中室に赤みを帯びる事がある。成虫は5 - 8月ごろに出現。幼虫はマツなど針葉樹の葉を食べ、白い縦縞を何本も持っている。

### ホウジャク亜科

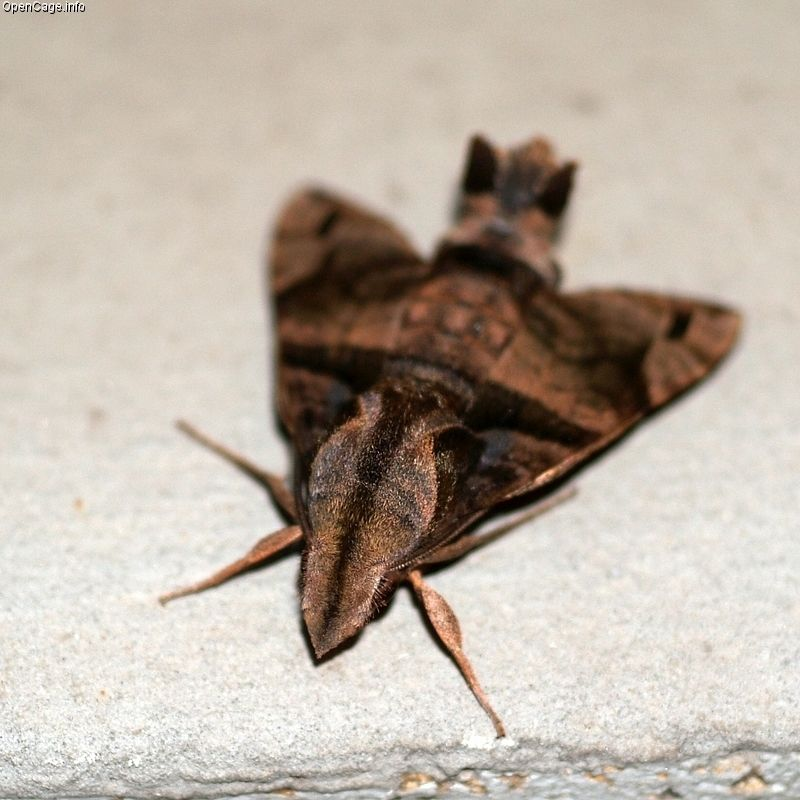
ホシホウジャク

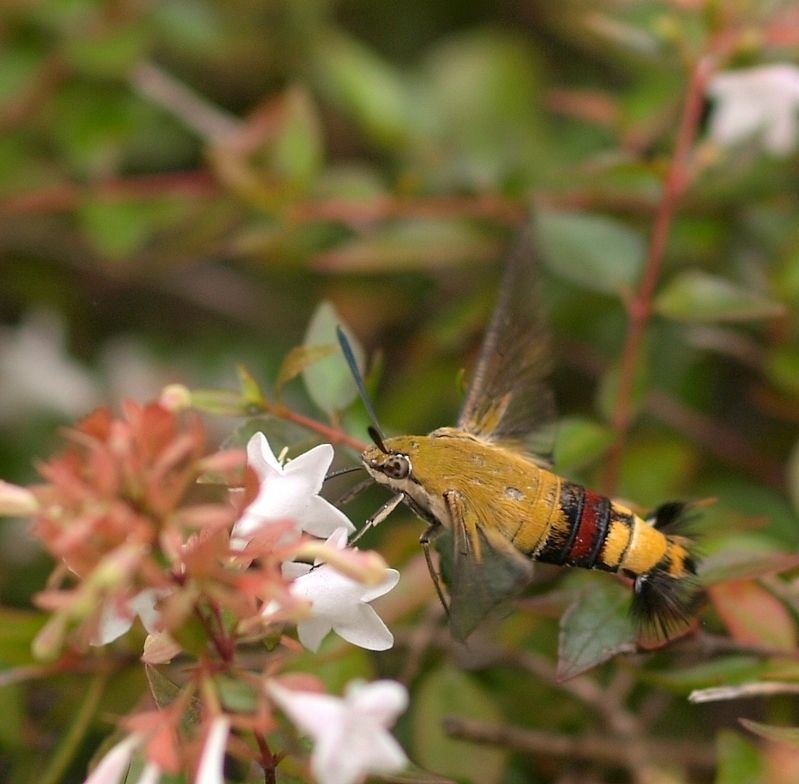
アベリアの蜜を吸うオオスカシバ

ビロードスズメ Rhagastis mogoliana Butler
翅開長：45 - 60 mm
分布：本州（主に青森県津軽以南）、四国、九州
褐色の目立たない蛾。腹部の末端が鋭角を描いている。成虫は5 - 8月に見られる。幼虫はブドウ、ホウセンカ、ヤブカラシなどに付き、腹部に大きな眼状紋を有するので判別出来る。
コスズメ Theretra japonica Boisduval
翅開長：55 - 70 mm
分布：日本全土
全身が褐色の小型のスズメガ。6 - 9月に見られる。幼虫は緑色乃至褐色で、ブドウ、ヤブカラシ、ツタなどを食べる。
ベニスズメ Deilephila elpenor lewisii Butler
翅開長：55 - 65 mm
分布：北海道から九州､沖縄､宮古島
夜行性の蛾で、4 - 9月に成虫が現れる。和名の通り全身が紅色をしており、所々に褐色の模様が入る。幼虫はホウセンカ、ツキミソウ、ツリフネソウ、ヤナギラン、ブドウなどを食べる。
ホウジャク Macroglossum stellatarum Linnaeus
翅開長：40 - 50 mm
分布：日本全土
昼行性の蛾で、容姿が蜂に似ることからホウジャク（蜂雀）と呼ばれる。棍棒状の触角を持つ。全身は褐色だが、後翅に黄色い模様が入る。7 - 11月に出現。
オオスカシバ Cephonodes hylas hylas Linnaeus
翅開長：50 - 70 mm
分布：本州（主に関東地方）以南
成虫は鱗粉を欠き、透明な翅を持っているので容易に判別出来る。羽化直後は灰白色の鱗粉で翅は覆われているが、翅を動かせるようになるとすぐに鱗粉が落ちてしまう。触角は棍棒状。胴体は黄緑色の毛に覆われ、腹部に赤色の横線が入る。日中活発に飛び回り、ハチと誤認されることが多い。成虫は6 - 9月ごろに発生する。幼虫の食草はクチナシ。